# 栄福寺 (千葉市)
栄福寺（えいふくじ）は、千葉市若葉区大宮町にある天台宗の寺院である。山号は坂尾山。

## 歴史
千葉市街から南東へ約5kmほどの台地上に位置し、かつては千葉荘池田郷に属した。
寺伝によると、千葉常重が千葉城に館を構えた1126年から4年後の1130年、家臣の坂尾五郎治（さんごのごろうじ）が旧長峰村三角山に妙見を奉祀し、翌1131年5月22日に北斗山金剛授寺ならびに大宮権現（現大宮神社）を建立した。ただし、坂尾五郎治は、平常長に仕えた11世紀の人物という資料もあり、伝承の真偽は不明である。
1625年に上野寛永寺末となり、如意山養福寺と改称したのち、1650年に坂尾山栄福寺と改称した。江戸時代には、島原の乱で戦死した板倉重昌の次男・板倉重直が屋敷地にしたと伝えられる。

## 境内

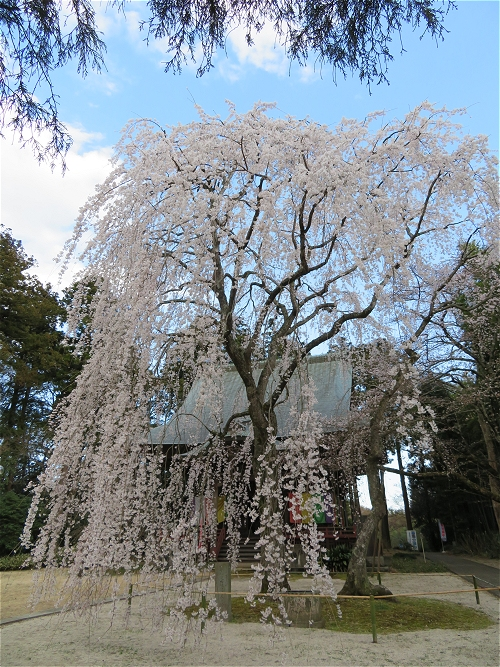
坂尾の桜

山門を入ると、正面に本堂があり、向かって右側に妙見地蔵堂と枝垂れ桜がある。「坂尾の桜」として知られるこの枝垂れ桜は、坂尾五郎治の妻である高枝が病の治癒を感謝し、御手植したという伝説を持つことから「姫桜」とも呼ばれ、毎年約3000人もの人が訪れる桜スポットである。
境内は館跡で、高さ1mほどの土塁と空堀が一部に残っている。隣接する城山城の存在や、城下集落を示す「宿」の小字名が近くにあることから、中世には地域の中心的な館であったと考えられている。

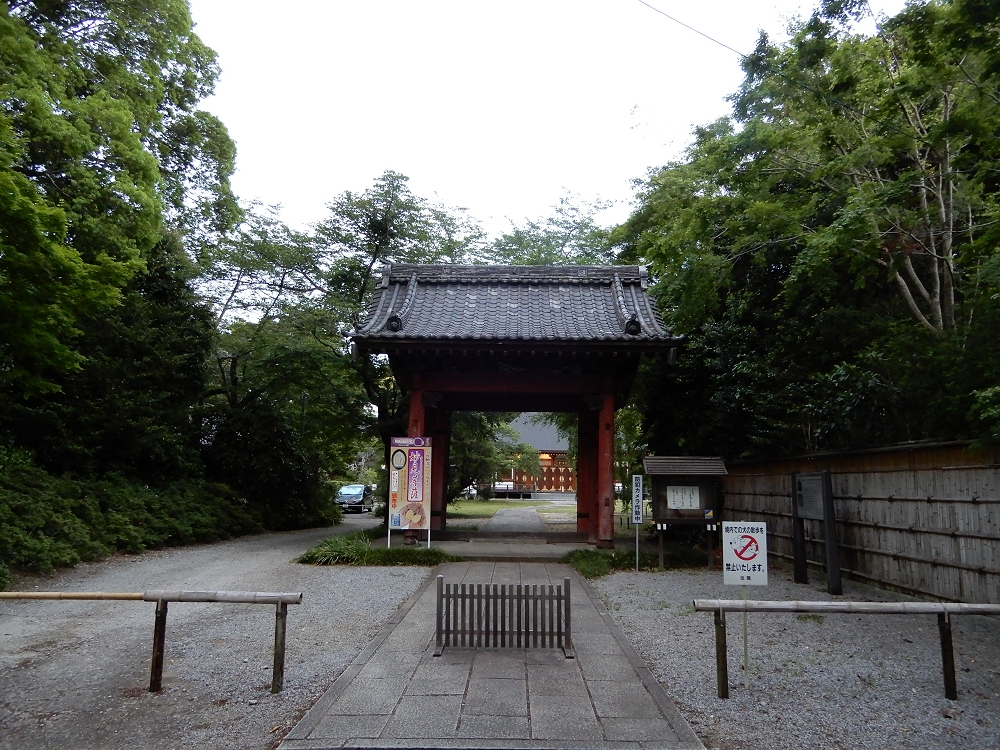
山門
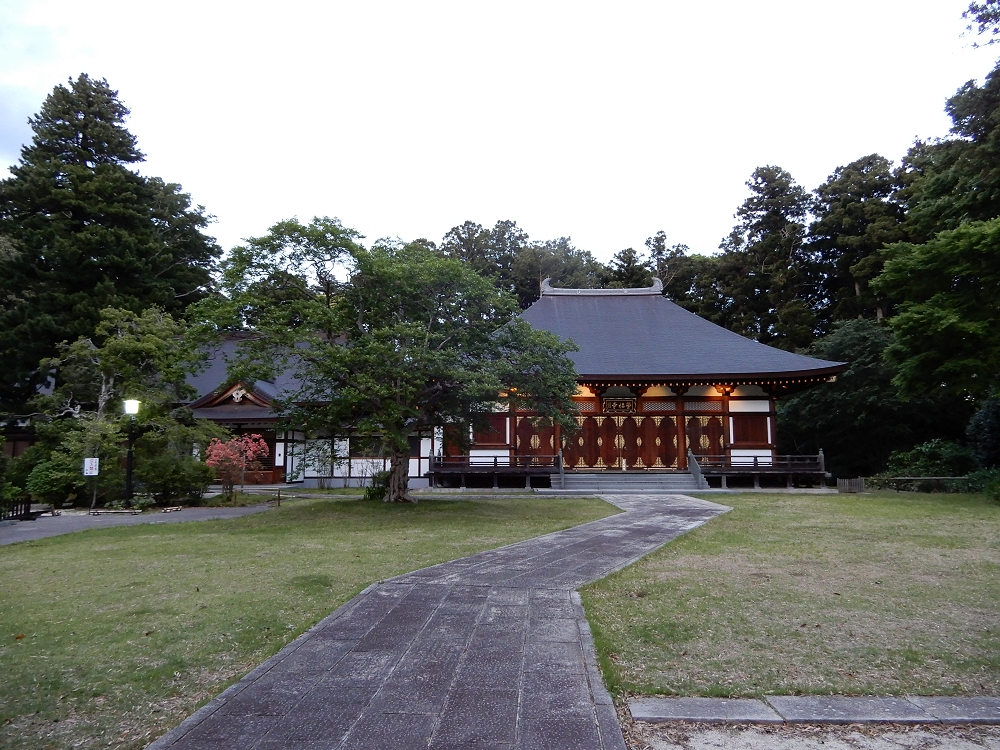
本堂
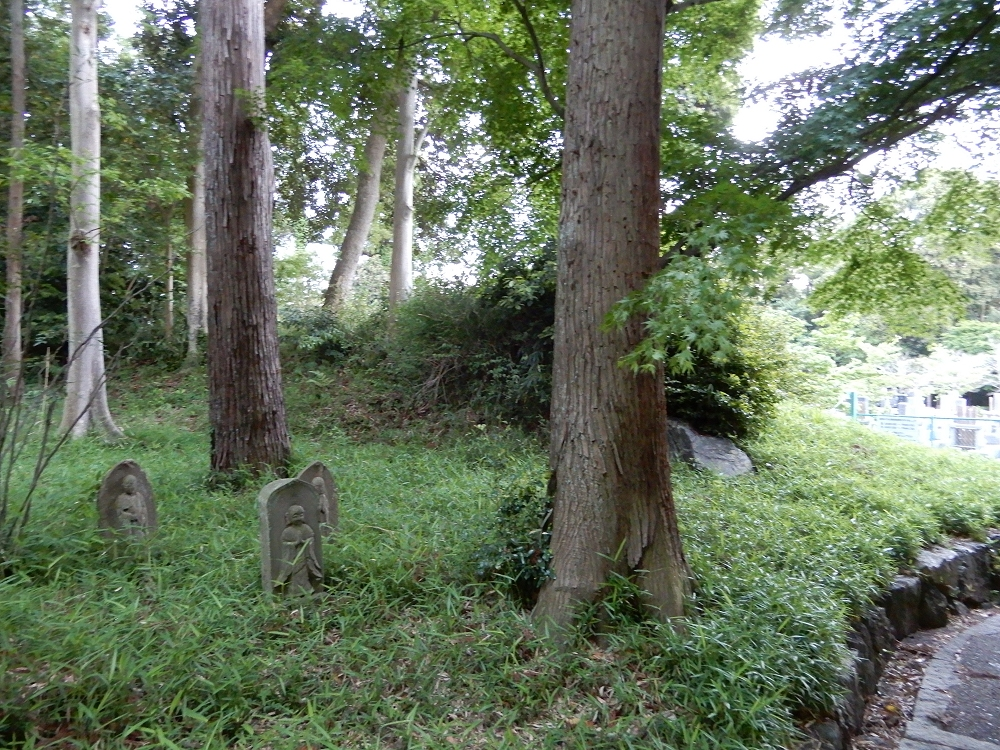
土塁

## 文化財
千葉県文化財の「金銅透彫六角釣燈籠」や「紙本著色千葉妙見大縁起絵巻」は当寺所有のものであり、千葉市立郷土博物館にて保管されている。

## アクセス
- 千葉駅から千葉中央バス　千城局経由大宮市民の森行き　「坂尾」下車（駐車場は関係者専用）